# Саме Лимани Жарноски
Саме Лимани, известен като Жарноски (на македонска литературна норма: Саме Лимани Жарноски), е поет от Република Македония.

## Биография
Роден е в реканското торбешко село Жировница в 1935 година. Завършва педагогическо училище. Работи като учител по македонски език в Жировница. Автор е на поетически опус на рекански диалект. Член е на Дружеството на писателите на Македония от 1971 година.